# Bacouel-sur-Selle
Bacouel-sur-Selle is een gemeente in het Franse departement Somme (regio Hauts-de-France) en telt 525 inwoners (2005). De plaats maakt deel uit van het arrondissement Amiens.

## Geografie
De oppervlakte van Bacouel-sur-Selle bedraagt 6,2 km², de bevolkingsdichtheid is 84,7 inwoners per km².
De onderstaande kaart toont de ligging van Bacouel-sur-Selle met de belangrijkste infrastructuur en aangrenzende gemeenten.

## Demografie
Onderstaande figuur toont het verloop van het inwonertal (bron: INSEE-tellingen).